# Brennero
Brenner tiếng Ý: Brennero; tiếng Latin: Brennus) là một đô thị ở tỉnh Bolzano-Bozen trong vùng Trentino-Alto Adige/Südtirol, đông bắc Italia.

## Địa lý
Brenner nằm khoảng 110 km về phía đông bắc của thành phố Trento và khoảng 60 km về phía bắc của thành phố Bolzano, ở biên giới với Áo. Cuối phía nam là đèo Brenner.
Brenner giáp các đô thị: Pfitsch, Ratschings, Sterzing, Gries am Brenner (Áo), Gschnitz (Áo), Neustift im Stubaital (Áo) và Obernberg am Brenner (Áo).

## Các đơn vị cấp dưới (frazioni)
Đô thị Brenner có các frazioni (xã) hay Terme di Brennero (Brennerbad), Colle Isarco (Gossensaß), Fleres (Pflersch) và Ponticolo (Pontigl).

## Dân cư và ngôn ngữ
| Ngôn ngữ    | 1991   | 2001   |
| ----------- | ------ | ------ |
| Tiếng Đức   | 70,49% | 79,39% |
| Tiếng Ý     | 29,23% | 20,29% |
| Tiếng Ladin | 0,28%  | 0,31%  |